# Giải Goya cho phim châu Âu hay nhất
Giải Goya cho phim châu Âu hay nhất (tiếng Tây Ban Nha: Premio Goya a la mejor película europea) là một trong các giải Goya dành cho một phim của một nước châu Âu, được bầu chọn là hay nhất. Giải này được lập từ năm 1993.

## Các phim đoạt giải & được đề cử

### Thập niên 1990
1993: Indochine – Régis Wargnier • 
- Hidden Agenda – Ken Loach •
- Riff-Raff – Ken Loach •

1994: Three Colors: Blue (Trois couleurs: Bleu) – Krzysztof Kieślowski • /
- The Crying Game – Neil Jordan •
- Peter's Friends – Kenneth Branagh •

1995: The Snapper – Stephen Frears • 
- Raining Stones – Ken Loach •
- The Remains of the Day – James Ivory •

1996: Lamerica – Gianni Amelio • 
- Carrington – Christopher Hampton • /
- The Madness of King George – Nicholas Hytner •

1997: Secrets & Lies – Mike Leigh • /
- Breaking the Waves – Lars von Trier • ////
- Ulysses' Gaze (To Vlemma tou Odyssea) – Theodoros Angelopoulos • //

1998: The Full Monty – Peter Cattaneo • 
- Brassed Off – Mark Herman •
- The English Patient – Anthony Minghella •

1999: The Boxer – Jim Sheridan • /
- Aprile – Nanni Moretti • /
- Marius and Jeannette (Marius et Jeannette) – Robert Guédiguian •
- The Thief (Vor) – Pavel Chukhrai • /

| Năm  | Phim đoạt giải & được đề cử | Tên gốc                                         | Nước      | Đạo diễn           |
| ---- | --------------------------- | ----------------------------------------------- | --------- | ------------------ |
| 1999 | Life Is Beautiful           | La vita è bella                                 | Ý         | Roberto Benigni    |
| 1999 | Black Cat, White Cat        | Црна мачка, бели мачор / Crna mačka, beli mačor | Pháp/ Đức | Emir Kusturica     |
| 1999 | The Dinner Game             | Le dîner de cons                                | Pháp      | Francis Veber      |
| 1999 | It All Starts Today         | Ça commence aujourd'hui                         | Pháp      | Bertrand Tavernier |

### Thập niên 2000
| Năm  | Phim đoạt giải & được đề cử     | Tên gốc                                 | Nước                    | Đạo diễn                |
| ---- | ------------------------------- | --------------------------------------- | ----------------------- | ----------------------- |
| 2000 | Dancer in the Dark              | Dancer in the Dark                      | Đan Mạch/ Thụy Điển     | Lars von Trier          |
| 2000 | Chicken Run                     | Chicken Run                             | Anh Quốc                | Peter Lord và Nick Park |
| 2000 | East Is East                    | East Is East                            | Anh Quốc                | Damien O'Donnell        |
| 2000 | Faithless                       | Trolösa                                 | Thụy Điển               | Liv Ullmann             |
| 2001 | Amélie                          | Le fabuleux destin d'Amélie Poulain     | Pháp                    | Jean-Pierre Jeunet      |
| 2001 | Billy Elliot                    | Billy Elliot                            | Anh Quốc                | Stephen Daldry          |
| 2001 | Bridget Jones's Diary           | Bridget Jones's Diary                   | Anh Quốc                | Sharon Maguire          |
| 2001 | Chocolat                        | Chocolat                                | Anh Quốc                | Lasse Hallström         |
| 2002 | The Pianist                     | The Pianist                             | Anh Quốc/ Ba Lan        | Roman Polanski          |
| 2002 | Gosford Park                    | Gosford Park                            | Anh Quốc                | Robert Altman           |
| 2002 | Italian for Beginners           | Italiensk for begyndere                 | Đan Mạch                | Lone Scherfig           |
| 2002 | Mostly Martha                   | Bella Martha                            | Đức                     | Sandra Nettelbeck       |
| 2003 | Good Bye Lenin!                 | Good Bye Lenin!                         | Đức                     | Wolfgang Becker         |
| 2003 | Dogville                        | Dogville                                | Đan Mạch                | Lars von Trier          |
| 2003 | The Dreamers                    | The Dreamers                            | Pháp/ Anh Quốc/ Ý       | Miguel Contreras Torres |
| 2003 | The Flower of Evil              | La fleur du mal                         | Pháp                    | Claude Chabrol          |
| 2004 | Head-On                         | Gegen die Wand                          | Đức                     | Fatih Akın              |
| 2004 | Being Julia                     | Being Julia                             | Anh Quốc/ Hungary       | István Szabó            |
| 2004 | Girl with a Pearl Earring       | Girl with a Pearl Earring               | Anh Quốc                | Peter Webber            |
| 2004 | Monsieur Ibrahim                | Monsieur Ibrahim et les fleurs du Coran | Pháp                    | François Dupeyron       |
| 2005 | Match Point                     | Match Point                             | Anh Quốc                | Woody Allen             |
| 2005 | The Chorus                      | Les choristes                           | Pháp                    | Christophe Barratier    |
| 2005 | The Constant Gardener           | The Constant Gardener                   | Anh Quốc                | Fernando Meirelles      |
| 2005 | Downfall                        | Der Untergang                           | Đức                     | Oliver Hirschbiegel     |
| 2006 | The Queen                       | The Queen                               | Anh Quốc                | Stephen Frears          |
| 2006 | Copying Beethoven               | Copying Beethoven                       | Đức                     | Agnieszka Holland       |
| 2006 | Scoop                           | Scoop                                   | Anh Quốc                | Woody Allen             |
| 2006 | The Wind That Shakes the Barley | The Wind That Shakes the Barley         | Ireland                 | Ken Loach               |
| 2007 | Không có phim đoạt giải         | Không có phim đoạt giải                 | Không có phim đoạt giải | Không có phim đoạt giải |
| 2008 | 4 Months, 3 Weeks and 2 Days    | 4 luni, 3 saptamani si 2 zile           | România                 | Cristian Mungiu         |
| 2008 | The Boy in the Striped Pyjamas  | The Boy in the Striped Pyjamas          | Anh Quốc                | Mark Herman             |
| 2008 | The Dark Knight                 | The Dark Knight                         | Anh Quốc                | Christopher Nolan       |
| 2008 | The Edge of Heaven              | Auf der anderen Seite                   | Đức                     | Fatih Akin              |
| 2009 | Slumdog Millionaire             | Slumdog Millionaire                     | Anh Quốc                | Danny Boyle             |
| 2009 | Welcome to the Land of Shtis    | Bienvenue chez lez Ch'tis               | Pháp                    | Dany Boon               |
| 2009 | Let the Right One In            | Låt den rätte komma in                  | Thụy Điển               | Tomas Alfredson         |
| 2009 | The Class                       | Entre les murs                          | Pháp                    | Laurent Cantet          |

### Thập niên 2010
| Năm  | Đoạt giải và Đề cử | Tên gốc                                          | Nước                  | Đạo diễn            |
| ---- | ------------------ | ------------------------------------------------ | --------------------- | ------------------- |
| 2010 | The King's Speech  | The King's Speech                                | Anh Quốc ·            | Tom Hooper          |
| 2010 | The Ghost Writer   | The Ghost Writer                                 | Pháp · Đức · Anh Quốc | Roman Polanski      |
| 2010 | A Prophet          | Un prophète                                      | Pháp                  | Jacques Audiard     |
| 2010 | The White Ribbon   | Das weisse Band - Eine deutsche Kindergeschichte | Đức                   | Michael Haneke      |
| 2011 | The Artist         | The Artist                                       | Pháp                  | Michel Hazanavicius |
| 2011 | Jane Eyre          | Jane Eyre                                        | Anh Quốc ·            | Cary Joji Fukunaga  |
| 2011 | Melancholia        | Melancholia                                      | Đan Mạch              | Lars Von Trier      |
| 2011 | Carnage            | Carnage                                          | Pháp                  | Roman Polanski      |